# Paul Carrier
Paul Carrier, né le 4 mars 1930 à Méaudre et mort le 21 février 2020 à Grenoble, est un joueur de football français, qui évoluait au poste de milieu de terrain et d'attaquant.

## Biographie

### Carrière en club
Paul Carrier joue en faveur du FC Grenoble, du Nîmes Olympique, et de l'US Forbach.
Il joue 64 matchs en Division 1, inscrivant 18 buts, et 280 matchs en Division 2, marquant 47 buts. Il inscrit 11 buts en D2 avec Grenoble lors des saisons 1951-1952 et 1956-1957.

### Carrière en sélection
Il participe avec l'équipe de France olympique aux Jeux olympiques de 1952.

## Palmarès
FC Grenoble
- Championnat de France D2 (1) : 
  - Champion : 1959-60.